# Рутино
Рутино (итал. Rutino) — коммуна в Италии, располагается в регионе Кампания, в провинции Салерно.
Население составляет 919 человек (2008 г.), плотность населения составляет 102 чел./км². Занимает площадь 10 км². Почтовый индекс — 84070. Телефонный код — 0974.
Покровителем коммуны почитается святой архангел Михаил, празднование во второе воскресение мая.

## Демография
Динамика населения:

## Администрация коммуны
- Официальный сайт: